# Aconias albitarsis
Aconias albitarsis là một loài tò vò trong họ Ichneumonidae.